# Яннік Аньєль
Яннік Аньєль  (фр. Yannick Agnel; 9 червня 1992) — французький плавець, дворазовий олімпійський чемпіон.

## Виступи на Олімпіадах
| Олімпіада   | Дисципліна             | Місце |
| ----------- | ---------------------- | ----- |
| Лондон 2012 | 100 м вільним стилем   | 4     |
| Лондон 2012 | 200 м вільним стилем   | 1     |
| Лондон 2012 | 4×100 м вільним стилем | 1     |
| Лондон 2012 | 4×200 м вільним стилем | 2     |
| Лондон 2012 | 4×100 м комплексом     | 10    |
| Ріо 2016    | 200 м вільним стилем   | 19    |

## Судове розслідування
9 грудня 2021 року Яннік Аньєль був заарештований через звинувачення у зґвалтуванні, що сталося ще 2016 року. Спортсмен визнав факт неодноразових статевих стосунків з донькою свого тренера, але стверджував, що вони відбувалися за обопільною згодою. Між тим постраждала дівчина на той момент була неповнолітньою.